# Verein für Leibesübungen von 1899 2013-2014
Questa voce raccoglie le informazioni riguardanti il Verein für Leibesübungen von 1899 nelle competizioni ufficiali della stagione 2013-2014.

## Stagione
Nella stagione 2013-2014 l'Osnabrück, allenato da Maik Walpurgis, concluse il campionato di 3. Liga al 5º posto. In Coppa di Germania l'Osnabrück fu eliminato al secondo turno dall'Union Berlino.

## Rosa
| N. |                     | Ruolo | Calciatore           |
| -- | ------------------- | ----- | -------------------- |
| 2  | Germania (bandiera) | C     | Timo Kunert          |
| 3  | Germania (bandiera) | D     | Marcel Lenz          |
| 4  | Germania (bandiera) | D     | Florian Krebs        |
| 5  | Germania (bandiera) | D     | David Pisot          |
| 6  | Germania (bandiera) | D     | Alexander Dercho     |
| 7  | Italia (bandiera)   | C     | Massimo Ornatelli    |
| 8  | Germania (bandiera) | C     | Jerry Opoku-Karikari |
| 9  | Germania (bandiera) | A     | Andreas Spann        |
| 10 | Ungheria (bandiera) | C     | Dániel Nagy          |
| 11 | Germania (bandiera) | C     | Michael Blum         |
| 14 | Russia (bandiera)   | A     | Stanislav Il'jučenko |
| 15 | Turchia (bandiera)  | A     | Mehmet Kodeş         |
| 16 | Germania (bandiera) | D     | Steven Bentka        |
| 17 | Austria (bandiera)  | A     | Christian Pauli      |
| 18 | Germania (bandiera) | A     | Adriano Grimaldi     |

| N. |                       | Ruolo | Calciatore             |
| -- | --------------------- | ----- | ---------------------- |
| 19 | Germania (bandiera)   | C     | Nicolas Feldhahn       |
| 20 | Germania (bandiera)   | P     | Nils Zumbeel           |
| 21 | Germania (bandiera)   | D     | Paul Thomik            |
| 22 | Germania (bandiera)   | C     | Yannic Thiel           |
| 23 | Germania (bandiera)   | C     | Michael Hohnstedt      |
| 24 | Portogallo (bandiera) | P     | Daniel Heuer Fernandes |
| 27 | Germania (bandiera)   | C     | Erik Zenga             |
| 28 | Germania (bandiera)   | P     | Frank Lehmann          |
| 29 | Germania (bandiera)   | D     | Sebastian Neumann      |
| 30 | Germania (bandiera)   | A     | Dennis Wegner          |
| 31 | Germania (bandiera)   | C     | Tom Merkens            |
| 32 | Germania (bandiera)   | C     | Andreas Glockner       |
| 33 | Germania (bandiera)   | A     | Malte Nieweler         |
| 37 | Germania (bandiera)   | A     | Pascal Testroet        |

## Organigramma societario
Area tecnica
- Allenatore: Maik Walpurgis
- Allenatore in seconda: Ovid Hajou
- Preparatore dei portieri: Rolf Meyer
- Preparatori atletici: Henrik Frach

## Calciomercato

### Sessione estiva
| Acquisti | Acquisti               | Acquisti            | Acquisti |
| R.       | Nome                   | da                  | Modalità |
| -------- | ---------------------- | ------------------- | -------- |
| C        | Timo Kunert            | Sportfreunde Lotte  |          |
| P        | Frank Lehmann          | Heidenheim II       |          |
| A        | Pascal Testroet        | Arminia Bielefeld   |          |
| C        | Erik Zenga             | Bayer Leverkusen II |          |
| C        | Massimo Ornatelli      | Paderborn           |          |
| A        | Dennis Wegner          | Werder Brema II     |          |
| A        | Andreas Spann          | Heidenheim          |          |
| C        | Michael Blum           | Hansa Rostock       |          |
| C        | Nicolas Feldhahn       | Kickers Offenbach   |          |
| P        | Daniel Heuer Fernandes | Bochum              |          |
| C        | Michael Hohnstedt      | Sportfreunde Lotte  |          |
| A        | Stanislav Il'jučenko   | Westfalia Rhynern   |          |
| A        | Marcel Kunstmann       | Verl                |          |
| D        | Marcel Lenz            | Kickers Offenbach   |          |
| C        | Tom Merkens            | Havelse             |          |
| A        | Christian Pauli        | SV Wilhelmshaven    |          |
| A        | Roman Prokoph          | Sportfreunde Lotte  |          |

| Cessioni | Cessioni              | Cessioni         | Cessioni |
| R.       | Nome                  | a                | Modalità |
| -------- | --------------------- | ---------------- | -------- |
| C        | Daniel Latkowski      | Meppen           |          |
| C        | Timo Staffeldt        | Viktoria Colonia |          |
| A        | Gaetano Manno         | Preußen Münster  |          |
| D        | Timo Beermann         | Heidenheim       |          |
| D        | Thijs Bouma           | Jong Twente      |          |
| P        | Björn Bussmann        | Osnabrück II     |          |
| C        | Claus Costa           | Viktoria Colonia |          |
| D        | Nils Fischer          | Saarbrücken      |          |
| C        | Andreas Glockner      | Saarbrücken      |          |
| D        | Martin Hudec          | 1. SC Znojmo     |          |
| A        | Emil Jula             | Ceahlăul         |          |
| C        | Nico Neidhart         | Schalke 04 II    |          |
| C        | Marcus Piossek        | Preußen Münster  |          |
| P        | Marcus Rickert        | Viktoria Berlino |          |
| P        | Manuel Riemann        | Sandhausen       |          |
| C        | Daniel von der Bracke | Havelse          |          |
| D        | Julian Wolf           | Osnabrück II     |          |
| A        | Simon Zoller          | Kaiserslautern   |          |

### Sessione invernale
| Acquisti | Acquisti      | Acquisti   | Acquisti |
| R.       | Nome          | da         | Modalità |
| -------- | ------------- | ---------- | -------- |
| D        | Florian Krebs | Heidenheim |          |

| Cessioni | Cessioni         | Cessioni       | Cessioni |
| R.       | Nome             | a              | Modalità |
| -------- | ---------------- | -------------- | -------- |
| A        | Marcel Kunstmann | Wormatia Worms |          |
| A        | Roman Prokoph    | Hannover 96 II |          |

## Risultati

### 3. Liga

#### Girone di andata
| Arbitro: | Cortus |

|  |           |                                         |
|  | Marcatori | 3’ Grimaldi 43’ (rig.) Thomik 64’ Spann |

| Arbitro: | Wingenbach |

|              |           |  |
| Grimaldi 31’ | Marcatori |  |

| Arbitro: | Dittrich |

|  |           |                          |
|  | Marcatori | 54’ Dercho 90’ Hohnstedt |

| Arbitro: | Kampka |

|               |           |                     |
| Hohnstedt 24’ | Marcatori | 49’ Plat 87’ Savran |

| Saarbrücken 24 agosto 2013, ore 14:00 CEST 5ª giornata | Saarbrücken | 0 – 0 referto | Osnabrück | Ludwigsparkstadion (3 835 spett.)\| Arbitro: \| Storks \| |
| Arbitro:                                               | Storks      |               |           |                                                           |

| Arbitro: | Dingert |

|                          |           |                  |
| Hohnstedt 15’ Dercho 90’ | Marcatori | 65’, 69’ Álvarez |

| Arbitro: | Blos |

|                             |           |  |
| Lindenhahn 80’ Furuholm 90’ | Marcatori |  |

| Arbitro: | Gagelmann |

|              |           |                  |
| Grimaldi 68’ | Marcatori | 27’ (rig.) Grote |

| Arbitro: | Alt |

|          |           |                                                |
| Thee 28’ | Marcatori | 3’ Spann 20’ (rig.) Feldhahn 65’, 88’ Grimaldi |

| Arbitro: | Schmidt |

|                                          |           |                           |
| Jung 20’ (aut.) Grimaldi 54’ Prokoph 82’ | Marcatori | 12’ Heidinger 32’ Poulsen |

| Arbitro: | Dietz |

|                                                     |           |              |
| Laurito 27’ Pfingsten-Reddig 58’ (rig.) Czichos 77’ | Marcatori | 45’ Grimaldi |

| Arbitro: | Rohde |

|            |           |  |
| Wegner 64’ | Marcatori |  |

| Arbitro: | Fritz |

|                |           |             |
| Breitkreuz 35’ | Marcatori | 6’ Testroet |

| Arbitro: | Valentin |

|  |           |                    |
|  | Marcatori | 23’ (rig.) Vaccaro |

| Arbitro: | Unger |

|                   |           |              |
| Grüttner 70’, 86’ | Marcatori | 77’ Testroet |

| Arbitro: | Welz |

|  |           |               |
|  | Marcatori | 62’ Gardawski |

| Arbitro: | Storks |

|                        |           |                |
| Testroet 25’, 34’, 41’ | Marcatori | 17’ Welzmüller |

| Arbitro: | Bandurski |

|                       |           |  |
| Mayer 36’ Morabit 84’ | Marcatori |  |

| Arbitro: | Weickenmeier |

|              |           |  |
| Testroet 26’ | Marcatori |  |

#### Girone di ritorno
| Arbitro: | Thomsen |

|  |           |                       |
|  | Marcatori | 22’ Förster 90’ Kegel |

| Arbitro: | Brand |

|                    |           |                            |
| Ducksch 60’ (rig.) | Marcatori | 62’ Ornatelli 76’ Grimaldi |

| Arbitro: | Ittrich |

|              |           |                   |
| Ornatelli 2’ | Marcatori | 9’ (aut.) Neumann |

| Arbitro: | Stieler |

|            |           |                    |
| Jakobs 27’ | Marcatori | 3’ (rig.) Feldhahn |

| Arbitro: | Kempter |

|                                    |           |              |
| Grimaldi 27’, 60’, 88’ Neumann 70’ | Marcatori | 57’ Ishihara |

| Arbitro: | Hartmann |

|            |           |  |
| Badiane 5’ | Marcatori |  |

| Arbitro: | Drees |

|                                        |           |  |
| Testroet 8’ Nagy 14’ Becken 35’ (aut.) | Marcatori |  |

| Arbitro: | Fritz |

|               |           |               |
| Benyamina 18’ | Marcatori | 52’ Ornatelli |

| Arbitro: | Siewer |

|                               |           |          |
| Feldhahn 28’ (rig.) Pisot 37’ | Marcatori | 67’ Bopp |

| Arbitro: | Fischer |

|           |           |  |
| Frahn 28’ | Marcatori |  |

| Arbitro: | Leicher |

|          |           |            |
| Nagy 75’ | Marcatori | 48’ Drazan |

| Arbitro: | Sather |

|                |           |  |
| Vunguidica 16’ | Marcatori |  |

| Arbitro: | Alt |

|                                                         |           |  |
| Pisot 25’ Ornatelli 26’ Schulze 47’ (aut.) Feldhahn 49’ | Marcatori |  |

| Arbitro: | Cortus |

|                    |           |                           |
| Luz 5’ Vaccaro 78’ | Marcatori | 42’ Feldhahn 80’ Testroet |

| Arbitro: | Storks |

|                                         |           |  |
| Breier 41’ (aut.) Testroet 54’ Nagy 62’ | Marcatori |  |

| Arbitro: | Dittrich |

|           |           |  |
| Bajić 71’ | Marcatori |  |

| Arbitro: | Jablonski |

|                                    |           |  |
| Redondo 71’ Hufnagel 84’ Köpke 87’ | Marcatori |  |

| Arbitro: | Göpferich |

|            |           |  |
| Dercho 67’ | Marcatori |  |

| Ratisbona 10 maggio 2014, ore 13:30 CEST 38ª giornata | Jahn Ratisbona | 0 – 0 referto | Osnabrück | Jahnstadion (3 156 spett.)\| Arbitro: \| Gerach \| |
| Arbitro:                                              | Gerach         |               |           |                                                    |

### Coppa di Germania
| Arbitro: | Dankert |

|                        |           |  |
| Nagy 5’, 67’ Spann 21’ | Marcatori |  |

| Arbitro: | Fischer |

|  |           |                       |
|  | Marcatori | 14’ (rig.) Mattuschka |

## Statistiche

### Statistiche di squadra
| Competizione      | Punti | In casa | In casa | In casa | In casa | In casa | In casa | In trasferta | In trasferta | In trasferta | In trasferta | In trasferta | In trasferta | Totale | Totale | Totale | Totale | Totale | Totale | DR  |
| Competizione      | Punti | G       | V       | N       | P       | Gf      | Gs      | G            | V            | N            | P            | Gf           | Gs           | G      | V      | N      | P      | Gf     | Gs     | DR  |
| ----------------- | ----- | ------- | ------- | ------- | ------- | ------- | ------- | ------------ | ------------ | ------------ | ------------ | ------------ | ------------ | ------ | ------ | ------ | ------ | ------ | ------ | --- |
| 3. Liga           | 55    | 19      | 11      | 4       | 4       | 32      | 16      | 19           | 4            | 6            | 9            | 18           | 23           | 38     | 15     | 10     | 13     | 50     | 39     | +11 |
| Coppa di Germania | -     | 2       | 1       | 0       | 1       | 3       | 1       | 0            | 0            | 0            | 0            | 0            | 0            | 2      | 1      | 0      | 1      | 3      | 1      | +2  |
| Totale            | 55    | 21      | 12      | 4       | 5       | 35      | 17      | 19           | 4            | 6            | 9            | 18           | 23           | 40     | 16     | 10     | 14     | 53     | 40     | +13 |

### Andamento in campionato
| Giornata  | 1 | 2 | 3 | 4 | 5 | 6 | 7 | 8 | 9 | 10 | 11 | 12 | 13 | 14 | 15 | 16 | 17 | 18 | 19 | 20 | 21 | 22 | 23 | 24 | 25 | 26 | 27 | 28 | 29 | 30 | 31 | 32 | 33 | 34 | 35 | 36 | 37 | 38 |
| --------- | - | - | - | - | - | - | - | - | - | -- | -- | -- | -- | -- | -- | -- | -- | -- | -- | -- | -- | -- | -- | -- | -- | -- | -- | -- | -- | -- | -- | -- | -- | -- | -- | -- | -- | -- |
| Luogo     | T | C | T | C | T | C | T | C | T | C  | T  | C  | T  | C  | T  | C  | C  | T  | C  | C  | T  | C  | T  | C  | T  | C  | T  | C  | T  | C  | T  | C  | T  | C  | T  | T  | C  | T  |
| Risultato | V | V | V | P | N | N | P | N | V | V  | P  | V  | N  | P  | P  | P  | V  | P  | V  | P  | V  | N  | N  | V  | P  | V  | N  | V  | P  | N  | P  | V  | N  | V  | P  | P  | V  | N  |
| Posizione | 1 | 2 | 2 | 4 | 5 | 4 | 8 | 8 | 6 | 3  | 6  | 4  | 4  | 6  | 8  | 9  | 7  | 9  | 6  | 6  | 6  | 6  | 7  | 6  | 6  | 5  | 4  | 4  | 4  | 5  | 5  | 5  | 5  | 4  | 5  | 6  | 5  | 5  |

Legenda:

Luogo: C = Casa; T = Trasferta. Risultato: V = Vittoria; N = Pareggio; P = Sconfitta.

### Statistiche dei giocatori
| Giocatore         | 3. Liga  | 3. Liga | 3. Liga     | 3. Liga    | Coppa di Germania | Coppa di Germania | Coppa di Germania | Coppa di Germania | Totale   | Totale | Totale      | Totale     |
| Giocatore         | Presenze | Reti    | Ammonizioni | Espulsioni | Presenze          | Reti              | Ammonizioni       | Espulsioni        | Presenze | Reti   | Ammonizioni | Espulsioni |
| ----------------- | -------- | ------- | ----------- | ---------- | ----------------- | ----------------- | ----------------- | ----------------- | -------- | ------ | ----------- | ---------- |
| S. Bentka         | 0        | 0       | 0           | 0          | 0                 | 0                 | 0                 | 0                 | 0        | 0      | 0           | 0          |
| M. Blum           | 16       | 0       | 1           | 0          | 1                 | 0                 | 0                 | 0                 | 17       | 0      | 1           | 0          |
| A. Dercho         | 32       | 3       | 10          | 0          | 2                 | 0                 | 0                 | 0                 | 34       | 3      | 10          | 0          |
| N. Feldhahn       | 32       | 5       | 12          | 1          | 2                 | 0                 | 0                 | 0                 | 34       | 5      | 12          | 1          |
| D. Fernandes      | 34       | 0       | 1           | 0          | 2                 | 0                 | 1                 | 0                 | 36       | 0      | 2           | 0          |
| A. Glockner       | 12       | 0       | 2           | 0          | 0                 | 0                 | 0                 | 0                 | 12       | 0      | 2           | 0          |
| A. Grimaldi       | 29       | 11      | 5           | 0          | 2                 | 0                 | 0                 | 0                 | 31       | 11     | 5           | 0          |
| M. Hohnstedt      | 35       | 3       | 5           | 0          | 2                 | 0                 | 2                 | 0                 | 37       | 3      | 7           | 0          |
| S. Il'jučenko     | 22       | 0       | 4           | 0          | 1                 | 0                 | 0                 | 0                 | 23       | 0      | 4           | 0          |
| M. Kodeş          | 0        | 0       | 0           | 0          | 0                 | 0                 | 0                 | 0                 | 0        | 0      | 0           | 0          |
| F. Krebs          | 6        | 0       | 1           | 0          | 0                 | 0                 | 0                 | 0                 | 6        | 0      | 1           | 0          |
| T. Kunert         | 14       | 0       | 3           | 0          | 0                 | 0                 | 0                 | 0                 | 14       | 0      | 3           | 0          |
| M. Kunstmann      | 1        | 0       | 0           | 0          | 1                 | 0                 | 0                 | 0                 | 2        | 0      | 0           | 0          |
| D. Latkowski      | 0        | 0       | 0           | 0          | 0                 | 0                 | 0                 | 0                 | 0        | 0      | 0           | 0          |
| F. Lehmann        | 5        | 0       | 2           | 0          | 0                 | 0                 | 0                 | 0                 | 5        | 0      | 2           | 0          |
| M. Lenz           | 23       | 0       | 5           | 0          | 2                 | 0                 | 0                 | 0                 | 25       | 0      | 5           | 0          |
| T. Merkens        | 20       | 0       | 4           | 0          | 0                 | 0                 | 0                 | 0                 | 20       | 0      | 4           | 0          |
| D. Nagy           | 32       | 3       | 8           | 0          | 2                 | 2                 | 2                 | 0                 | 34       | 5      | 10          | 0          |
| S. Neumann        | 33       | 1       | 3           | 0          | 1                 | 0                 | 0                 | 0                 | 34       | 1      | 3           | 0          |
| M. Nieweler       | 2        | 0       | 0           | 0          | 0                 | 0                 | 0                 | 0                 | 2        | 0      | 0           | 0          |
| J. Opoku-Karikari | 7        | 0       | 2           | 0          | 1                 | 0                 | 1                 | 0                 | 8        | 0      | 3           | 0          |
| M. Ornatelli      | 31       | 4       | 3           | 0          | 1                 | 0                 | 0                 | 0                 | 32       | 4      | 3           | 0          |
| C. Pauli          | 0        | 0       | 0           | 0          | 0                 | 0                 | 0                 | 0                 | 0        | 0      | 0           | 0          |
| D. Pisot          | 36       | 2       | 4           | 0          | 2                 | 0                 | 1                 | 0                 | 38       | 2      | 5           | 0          |
| R. Prokoph        | 6        | 1       | 0           | 0          | 1                 | 0                 | 0                 | 0                 | 7        | 1      | 0           | 0          |
| A. Spann          | 19       | 2       | 2           | 0          | 2                 | 1                 | 0                 | 0                 | 21       | 3      | 2           | 0          |
| T. Staffeldt      | 0        | 0       | 0           | 0          | 1                 | 0                 | 1                 | 0                 | 1        | 0      | 1           | 0          |
| P. Testroet       | 28       | 9       | 2           | 1          | 0                 | 0                 | 0                 | 0                 | 28       | 9      | 2           | 1          |
| Y. Thiel          | 16       | 0       | 4           | 0          | 0                 | 0                 | 0                 | 0                 | 16       | 0      | 4           | 0          |
| P. Thomik         | 2        | 1       | 0           | 0          | 0                 | 0                 | 0                 | 0                 | 2        | 1      | 0           | 0          |
| D. Wegner         | 9        | 1       | 1           | 0          | 1                 | 0                 | 0                 | 0                 | 10       | 1      | 1           | 0          |
| E. Zenga          | 29       | 0       | 8           | 0          | 1                 | 0                 | 0                 | 0                 | 30       | 0      | 8           | 0          |
| N. Zumbeel        | 0        | 0       | 0           | 0          | 0                 | 0                 | 0                 | 0                 | 0        | 0      | 0           | 0          |